# Peraküla (Nõva)
Peraküla – wieś w Estonii, w prowincji Lääne, w gminie Nõva.